# Сортування корисних копалин

Схема механізованого сортування

Сортува́ння ко́ри́сних копа́лин — спеціальний метод збагачення корисних копалин, застосовується або перед основними операціями збагачення, або для доведення чорнових концентратів. Сортування корисних копалин — розділення вихідної мінеральної сировини на окремі продукти, що збагачуються за різними технологіями чи використовуються за різним призначенням. С.к.к. — процес протилежний шихтуванню і усередненню. Проводиться грохотінням, рудорозбіркою, радіометрич. або фотометрич. сепарацією, збагаченням у важких середовищах тощо. С.к.к. широко застосовується для нерудної сировини: щебеню, гравію, піску, слюди, азбесту. Особливе значення С.к.к. має для алмазів та ін. коштовних і напівкоштовних каменів, для яких крупність визначає їх ювелірну цінність. С.к.к за крупністю може проводитися як єдиний збагачувальний процес, після збагачення (алмази), перед збагаченням (вугілля, слюда) або в процесі його, спільно з подрібненням і збагачувальними операціями (азбест).

## Історія
Сортування корисних копалин — один з перших методів збагачення, освоєних людиною. Ручне сортування здійснюється при неможливості використання механічного або хімічного збагачення (при сортуванні дорогоцінних каменів, листової слюди і т. д.).
Сьогодні поширення отримало механізоване сортування. У його створенні активну участь узяли вітчизняні вчені. М. Е. Богословський у 30-ті роки запропонував використати явище люмінесценції алмазів і створив радіометричний сепаратор для збагачення руд, що вміщують алмази. У 40-ві роки З. В. Волкова створила сепаратор для збагачення природно-радіоактивних руд. У 50-60-ті роки А. П. Черновим, Г. М. Малаховим впроваджено гамма-абсорбційний метод збагачення залізняку Кривбасу. Б. Г. Егіазаровим впроваджено рентгенорадіометричний метод збагачення руд кольорових металів і т. д.

## Види сортування корисних копалин
- сортування за кольором (збагачення вапняку, кам'яної солі, кварцу, бариту);
- сортування за блиском (відділення вугілля від матових різновидів породи);
- сортування за прозорістю (відділення алмазів від непрозорих частинок породи);
- сортування за допомогою радіометричних методів (збагачення уранових, торієвих, тантал-ніобієвих та інші руд, які містять радіоактивні компоненти).

## Способи сортування
- ручне сортування (породовибірка, рудорозбірка, вуглесортування);
- механізоване сортування, що включає процеси із загальною назвою радіометричні методи збагачення корисних копалин,
- Порційне сортування корисних копалин,
- Погрудкове сортування корисних копалин,
- Люмінесцентне сортування,
- Авторадіометричний спосіб сортування.

## Фізичні основи процесу сортування

Схема проходження випромінювання через гірську породу

Процес сортування включає такі операції:
- підготовку до збагачення;
  - віднесення частинок до певного сорту;
    - виділення їх з потоку матеріалу.

Найвідповідальнішим етапом у процесі сортування є визначення сорту порції корисної копалини. Сорт корисної копалини частіше за все визначається за непрямою ознакою. Наприклад, алмаз відрізняють від супутніх мінералів за люмінесцентним свіченням під дією рентгенівських променів, а не за вмістом у ньому вуглецю. Вугілля від породи відрізняють за різною інтенсивністю ослаблення радіоактивного випромінювання при просвічуванні шматка, а не за його зольністю і т. д.
Показник, за яким оцінюють якість корисної копалини, називають розділовою ознакою.
У радіометричних методах якість порції корисної копалини оцінюють за зміною інтенсивності або складу випромінювання, направленого на цю порцію.
Розглянемо процес проходження випромінювання через частинку гірської породи.
Для межі розділу повітря-гірська порода справедливе наступне рівняння:
Фо = Фп + Фr.
У свою чергу: Фп = Фσ + Фμ + Фt.
Тоді Фо = Фr + Фσ + Фμ + Фt.

Схема сортування корисних копалин: 1 — джерело впливу; 2 — фільтрувальний елемент; 3 — об'єкт (порція, частинка, шматок); 4 — приймач сигналу; 5 — вузол обробки інформації; 6 — вузол виведення об'єкта з потоку; 7 — траєкторія руху об'єктів.

Якщо розділити обидві частини рівняння на Фо, отримаємо: 1= r + σ +μ + t, Де r, σ, μ, t — коефіцієнти відбиття, розсіяння, поглинання, пропускання.
У схемах радіометричного сортування, реєструючи параметри випромінювання (видозміненого) за допомогою приймача випромінювання, отримують інформацію про властивості речовини. Між приймачем випромінювання і блоком виведення порції включають вузол переробки інформації. Для зменшення похибки вимірювання властивостей порції встановлюють фільтрувальні елементи.

## Класифікація способів сортування

Способи сортування: 1 — джерело випромінювання; 2 — частинка мінералу; 3 — приймач випромінювання.

Відмінність властивостей мінералів, які збагачують, впливає на проходження променів через них. При цьому мають місце варіанти, наведені на рисунку.
У залежності від характеру проходження випромінювань через речовину розрізнюють такі способи сортування: А — радіометричне сортування з використанням відбитого випромінювання;
Б — радіометричне сортування з використанням розсіяного випромінювання;
В — радіометричне сортування з використанням випромінювання, яке пройшло через гірську породу (абсорбційний спосіб);
Г — радіометричне сортування з використанням випромінювання, що ґенерується частинкою мінералу (авторадіометричний спосіб).
Авторадіометричий спосіб не вимагає застосування джерела випромінювання, оскільки використовує відмінність у природній радіоактивності руд (Фр).

## Властивості компонентів, що розділяються
До властивостей сировини, що справляють вирішальний вплив на показники сортування, належать:
- вміст цінного компонента;
- речовинний склад;
- ґранулометричний склад;
- розподіл цінного компонента в зернах корисної копалини;
- контрастність корисної копалини.

Вміст цінного компонента в сировині є основною характеристикою, що визначає його цінність.
Мінімальний (граничний) вміст корисного компонента визначається розвитком техніки і технології збагачення, а також економічними чинниками.
Речовинний склад визначає той або інший вид сортування. Наприклад, можна реєструвати тільки який-небудь хімічний елемент, або хімічну сполуку.
Ґранулометричний склад впливає на спосіб сортування. Наприклад, для некласифікованого матеріалу прийнятне порційне сортування. Крупні класи сортують в погрудковому режимі. Для способів, які найчастіше використовують сьогодні на практиці, верхня межа погрудкового сортування становить 300 мм. Нижня межа крупності залежить від методу сортування. Для проникних випромінювань вона становить 25 мм, для видимих — 5 мм. Для більшості сепараторів модуль збагачуваного матеріалу складає Dmax / dmin = 2. Тому початковий (вихідний) матеріал необхідно розділяти на 5-7 класів.

## Розподіл цінного компонента в зернах корисної копалини
При підготовці руди до збагачення отримують зерна трьох типів:
- ті, що містять тільки корисний мінерал;
- ті, що містять тільки породні мінерали;
- зростки.

Найкращі результати досягаються при відсутності зростків.
Можна виділити 3 типи розподілу матеріалу в зернах-зростках:
1. Рівномірне по всьому об'єму з виходом окремих вкраплень на поверхню.
2. Концентроване, з виходом корисного мінерала на поверхню.
3. Концентроване, при якому цінний компонент не виходить на поверхню.
Зростки 1-го і 2-го типів можна виділяти з матеріалу з використанням випромінювань у видимому діапазоні. Зростки 3-го типу виділяють в концентрат тільки при використанні проникних випромінювань.

## Оцінка ефективності процесу сортування
Сортування являє собою процес розділення, який може оцінюватися за допомогою наступних показників:
- якість і вихід продуктів розділення.
- вилучення цінних компонентів у продукти збагачення.
- ступінь концентрації.
- ефективність.

Ефективність процесу ручного сортування характеризується:
- коефіцієнтом сортування пустої породи ε, %;
- залишковим засміченням Рзал, % ;
- числом працюючих сортувальників і їх продуктивністю праці.

Коефіцієнт сортування пустої породи ε визначають за формулою:
ε = 100 Q/Qp, %,
де: Q і Qp — маса пустої породи відповідно у відсортованій і початковій (вихідній) руді, в тоннах.
Залишкове засмічення Рзал визначається за формулою:
Рзал = 100 Qзал / D, %,
де Qзал — маса пустої породи, що залишилася в руді після сортування, в кілограмах; D — маса проби руди після сортування, в кілограмах.

## Технологія сортування корисних копалин
У технології сортування виділяють 5 основних задач:
- виділення чистих мінералів, придатних для використання без подальшого збагачення;
- попередня концентрація цінного компонента;
- розділення корисної копалини на різні технологічні типи;
- отримання крупногрудкових концентратів для хімічної або металургійної обробки;
- доведення чорнових концентратів, отриманих іншими способами.

1 задача отримання чистих компонентів на сьогодні практично втратила своє значення, оскільки вичерпані родовища самородних металів.
2 задача пов'язана з попереднім збагаченням кондиційних руд. Попереднє збагачення дає можливість підвищити продуктивність фабрики (комбінату), зменшити витрати на дроблення і подрібнення за рахунок виведення з процесу крупногрудкової породи. Виведення при цьому становить 20-50 % від вихідного. При попередньому збагаченні некондиційних руд забезпечують отримання максимального виходу концентрату при мінімально допустимому вмісті цінного компонента.
3 задача передбачає попереднє розділення руди на окремі технологічні типи, що відрізняються за своїми властивостями і речовинним складом. Наприклад, доцільно заздалегідь розділити оксиди і сульфіди мінералів, оскільки кожний тип збагачується за своєю технологією, при цьому досягається більше вилучення корисного компонента.
4 задача полягає в отриманні концентратів заданої крупності для металургійних підприємств. Ця задача досягається або ґранулюванням тонкодисперсних концентратів, або, якщо дозволяє вкрапленість, за допомогою сортування в грудковому вигляді.
5 задача — доведення концентратів, отриманих іншими способами збагачення. Наприклад, доведення алмазів після гравітаційного збагачення з допомогою фотометричних методів.

## Техніко-економічні показники сортування
Застосування сортування дає можливість:
- вивести у відвальні хвости частину початкового (вихідного) продукту. Це знижує собівартість переробки матеріалу, забезпечує підвищення продуктивності фабрики;
- застосувати простіші процеси подальшої переробки збагачуваного продукту;
- знизити витрати на підготовку руди за рахунок виведення хвостів і концентрату в крупногрудковому вигляді;
- зменшити забруднення навколишнього середовища (наприклад флотореагентами).

## Техніка безпеки при роботі з сортуючою апаратурою
При експлуатації сортуючої апаратури необхідно застосовувати обгороджування вузлів, що створюють підвищену небезпеку. Електробезпека досягається суворим дотриманням правил експлуатації електроустановок.
Захист від проникаючого випромінювання досягається при виконанні наступних умов:
- створення і використання захисних екранів;
- захист відстанню;
- захист часом;
- систематичний контроль потужності випромінювань.

Найголовнішим є створення захисних екранів при установленні апаратури. Контроль рівня радіації досягається використанням дозиметричної апаратури. Гамма і рентгенівські випромінювання контролюються мікрорентгенометрами МРП-1, радіометрами СРП-2. Нейтронне випромінювання контролюється радіометрами ДН-1А або «Мідія». Всі види проникаючих випромінювань контролюються універсальними дозиметрами РУП-1, РУС-7. Обслуговчий персонал забезпечується індивідуальними засобами контролю.